# خلية بي1
خلايا بي1 أو الخلايا البائية اللمفاوية بي1 (بالإنجليزية: B1 Cells أو B1-lymphocytes)، هي فئة فرعية من الخلايا الليمفاوية للخلايا البائية التي تشارك في الاستجابة المناعية الخلطية. وليست جزءًا من الجهاز المناعي التكيفي، حيث لا تمتلك ذاكرة، ولكن بخلاف ذلك، تؤدي خلايا بي1 العديد من الأدوار نفسها التي تؤديها خلايا بي الأخرى، مثل: صنع الأجسام
المضادة ضد المستضدات والعمل كخلايا عارضة للمستضد. توجد خلايا بي1 بشكل شائع في المواقع الطرفية، ولكنها أقل شيوعًا في الدم. تشارك هذه الخلايا في استجابة الجسم المضاد أثناء العدوى أو التطعيم.
هناك مجموعتين من أنواع خلايا بي1، خلايا بي1أ وخلايا بي1ب. ثبت أن خلايا بي1ب قادرة على استجابات الذاكرة. يمكن لخلايا بي1ب أيضًا التعرف على المستضدات الواقية في البكتيريا، وهو أمر فريد لأنها تستهدف شيئًا داخليًا.

## المصدر
تًنتج خلايا بي1 لأول مرة في الجنين وتخضع معظم خلايا بي1 للتجديد الذاتي في الأطراف، على عكس خلايا بي التقليدية (خلايا بي2) التي يتم إنتاجها بعد الولادة واستبدالها في نخاع العظام.

## الأنواع
وُجِد أنَّ خلايا بي1 تمتلك ملف تعريف (CD20+CD27+CD43+CD70-)، ويمكن أن تكون إما CD5+ أو CD5-. وقد يساهم CD5-CD72 في تنظيم التفاعل بين خلايا بي1 والخلايا البائية الأخرى. ما يميز خلايا بي1 عن الخلايا البائية الأخرى هو الوجود المتغير لـ كتلة التمايز 5 (CD5)، وكتلة التمايز 86 (CD86)، والغلوبيولين المناعي م (IgM)، والغلوبيلوين المناعي د (IgD). يمكن تقسيم الخلايا البائية بي1 في الفئران إلى أنواع فرعية إضافية: بي1أ (CD5+)، و بي1ب (CD5−). على عكس خلايا بي1أ، يمكن إنشاء النوع الفرعي بي1ب من السلائف في نخاع العظم البالغ. عُثر على وجود اختلاف بين سلائف بي1أ و بي1ب في مستويات التعبير عن CD138.

بالمقارنة مع خلايا بي1أ، فإن خلايا بي1ب تتعرف على أنواع أكثر من المستضدات بما في ذلك المستضدات داخل الخلايا. كان يُعتقد في السابق أن التعرف على مستضد الخلية بي1ب عشوائي؛ لكن الأبحاث الحديثة أشارت إلى أن خلايا بي1ب تستهدف على وجه التحديد مجموعة متنوعة من المستضدات الواقية (وتسمى أيضًا العوامل المحفوظة) على أنواع أخرى من المستضدات.

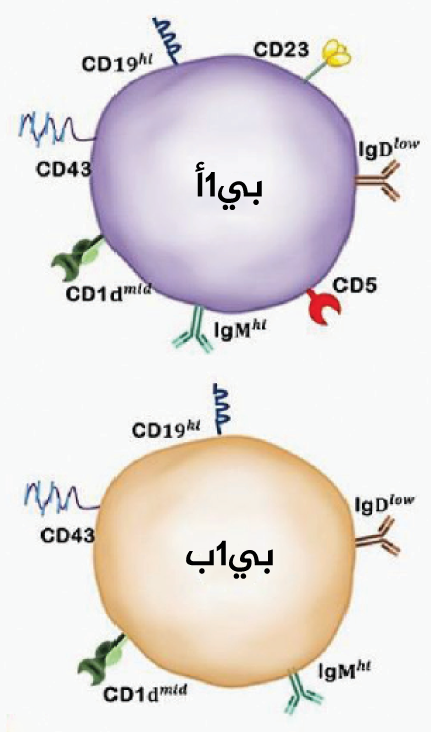
يمكن تمييز خلايا بي1 بناءً على تعبير CD5 إلى نوعين: خلايا بي1أ (CD5+) وخلايا بي1ب (CD5−).

تشير الدراسات الوظيفية الحديثة إلى تقسيم فرعي إضافي للعمل الذي يعين خلايا بي1أ كمنتجين للأجسام المضادة الطبيعية في المصل (7). في المقابل، يظهر أن خلايا بي1ب هي المصدر الأساسي لإنتاج الأجسام المضادة الديناميكية المستقلة (TI) والحماية طويلة المدى بعد العدوى البكتيرية مثل البوريليا الهرمسية والمكورة الرئوية. تشير هذه الدراسات إلى اختلافات المجموعة الفرعية الموجودة مسبقًا في خصوصية مستقبلات الخلايا البائية (BCR) ومصير الخلية البائية التي يحركها المستضد والتي تظل سمات مهمة لم يتم حلها في النظام.

## دورها في الاستجابة المناعية
خلايا بي1ب هي الخلايا البائية الأكثر شيوعًا التي تشارك في استجابة الجسم المضاد أثناء العدوى أو التطعيم. هذا لأنها لا تحتاج تلقي إشارة تنشيط من خلية تي المساعدة (T Helper cell).
تنتج خلايا بي1 كميات من الغلوبيولين المناعي م (IgM) بشكل أكبر من الغلوبيولين المناعي د (IgG)، وتظهر مستقبلاتها أنواع متعددة، مما يعني أن لديها ارتباطات منخفضة للعديد من المستضدات المختلفة. غالبًا ما تفضل هذه الغلوبولينات المناعية متعددة الأنواع الغلوبولينات المناعية الأخرى، والمستضدات الذاتية، ومتعددات السكريات البكتيرية
الشائعة. توجد خلايا بي1 بأعداد منخفضة في العقد الليمفاوية والطحال، وتوجد غالباً بكميات كبيرة في التجويف الصفاقي والجنبي. ينتج التنوع في خلايا بي1 بشكل أساسي عن طريق إعادة التركيب الجيني (هناك إعادة تركيب تفضيلية بين مقاطع الجين VH القريبة من D).
تعبر خلايا بي1 بشكل مميز عن مستويات عالية من الغلوبيولين المناعي م السطحي (sIgM) و CD11b الواضح، ومستويات منخفضة من الغلوبيولين المناعي د السطحي (sIgD) و CD21 و CD23 والنظير البروتيني للمستقبل الخاص بالمستضد الشائع لكريات الدم البيضاء CD45R الخاص بالخلايا البائية (B220). في الفئران البالغة، تشكل الخلايا البائية بي1 جزءًا صغيرًا من الطحال والأنسجة اللمفاوية الثانوية، ولكنها مخصبة في التجاويف الجنبية والصفاقي. وقد تبين أن الخلايا البائية بي1 تنشأ من سلائف في كبد الجنين وحديثي الولادة، ولكن ليس نخاع العظام البالغ، وتشكل أول موجة من الخلايا البائية الطرفية الناضجة.
تعبر خلايا بي1 عن مخزون من مستقبلات الخلايا البائية (BCR) قابلة للفصل. يشير تحليل التسلسل إلى وجود أجسام مضادة ذات مجموعات مقيدة من جينات المنطقة V، واستخدام متزايد للسلاسل الخفيفة λ. لا تظهر تسلسل خلايا بي1 أي دليل على وجود فرط تحور جسدي (SHM)، وعدد قليل من إدخال تسلسل النوكليوتيدات غير النموذجي (N)، وهو نمط نموذجي للخلايا البائية الغير ناضجة. يظهر أن التطور الفعال لخلية بي1ب يعتمد على المنظمين الموجبين لإشارات مستقبلات الخلايا البائية (BCR)، وفقدان المنظمين السلبيين يعزز تراكم خلايا بي1ب بشكل أكبر. وبالتالي، يظهر أن هناك دورًا للمستضد الذاتي أو الغريب في تكوين مخزون لأجزاء الخلية البائية بي1ب.
تتجدد خلايا بي1 ذاتيًا وتفرز تلقائيًا أجسامًا مضادة مثل الغلوبيولين المناعي م (IgM)، والغلوبيولين المناعي د الثالث (IgG3) في مصل الدم. تُظهر هذه الأجسام المضادة الطبيعية في المصل تفاعلًا متعددًا واسعًا، وتفاعلًا ذاتيًا يمكن إثباته، وترتبط بالعديد من الكربوهيدرات الشائعة المرتبطة بمسببات الأمراض. تلعب الأجسام المضادة الطبيعية في المصل دورًا مهمًا مبكرًا في الاستجابة المناعية للعديد من البكتيريا والفيروسات، ولكنها تتطلب تثبيتًا مكملًا للتخلص الفعال من المستضد. يمكن لآليات الاستشعار الفطرية تحريك خلايا بي1 بسرعة بغض النظر عن نوعيتها، مما يبرز النشاط الشبيه بالفطريات لمكونات الخلية البائية المنفصلة.
من المعروف أن خلايا بي1ب قادرة على إحداث نوع من الذاكرة، لكن دورها في خلايا الذاكرة غير معروف وقد تتبع مسارًا غير تقليدي.
تتمتع خلايا بي1ب باستجابات فعالة وطويلة الأمد لبكتيريا البوريليا الهرمسية، والمكورة الرئوية والسلمونيلا المعوية، والسلمونيلا التيفوئيدية، والأمعائية المذرقية.

## العزل المخبري
في المعامل البحثية، يمكن عزل خلايا بي1ب بسهولة من الفئران عن طريق حقن وسط الخلية، أو محلول ملحي مخزّن بالفوسفات (PBS) في التجويف الصفاقي للفأر، ثم تصريفه عبر تقنية تعكس غسل البريتون التشخيصي. يمكن تحديد الخلايا ووضعها في فئتين «بي1أ» أو «بي1ب» باستخدام قياس التدفق الخلوي بحثًا عن التعبير السطحي لـ CD19، وB220، وCD5. يعبر خلايا بي1أ عن مستوى CD5 مرتفع، بينما خلايا بي1ب عن انخفاض CD5 إلى مستويات شبه غائبة؛ كلاهما CD19+، و B220منخفض/-.